# NGC 3355
NGC 3355 је спирална галаксија у сазвежђу Хидра која се налази на NGC листи објеката дубоког неба.
Деклинација објекта је - 23° 56' 4" а ректасцензија 10h 42m 37,4s. Привидна величина (магнитуда) објекта NGC 3355 износи 13,0 а фотографска магнитуда 13,8. Налази се на удаљености од 15,256 милиона парсека од Сунца. NGC 3355 је још познат и под ознакама ESO 501-80, MCG -4-26-1, IRAS 10402-2340, PGC 31919.